# Thierry Claveyrolat
Thierry Claveyrolat (31. marts 1959 – 7. september 1999) var en fransk landevejscykelrytter, professionel mellem årene 1983 og 1994. Født i 1959 i La Tronche, i Rhône-Alpes regionen.